# غزو الأحباش لليمن
بعد نجاح السبئيون
غزو الأحباش لليمن (525 - 575 م)، حرض نجاشي الحبشة على غزو اليمن في القرن السادس الميلادي، بهدف إعادة السيطرة على الطرق التجارية، فأقدم الأحباش على غزو اليمن سنة 533، وسيطروا عليها، وتولى القائد أرياط الحكم بعد أن قضى على الملك ذو نواس الحميري، وقامت العديد من المحاولات للتخلص من حكم الأحباش إلا أنها لم تنجح إلى أن تمكن سيف بن ذي يزن بمساعدة الفرس من القضاء على حكم الأحباش.

## خلفية
ازدهرت الحضارة في اليمن في العصور القديمة، وخاصة في عصر الدولة السبئية ويرجع ذلك الازدهار لحسن استخدام اليمنيين للمياه، والزراعة، فأقاموا السدود التي مكنتهم من استغلال الأرض على مدار السنة، كما نشط اليمنيون في التجارة، مع مصر وسوريا وبابل وكان لهم إسطول تجاري تشحن سفنه بالبخور لإمداد هياكل بلاد الشرق، وقوافل تخترق الصحراء إلى الشام، وفلسطين، لنقل السلع التجارية، بينها وبين البلاد الأخرى.
كانت اليمن دولة متطورة بمقاييس ذلك العصر تنعم بالاستقرار، وتوقف الرخاء والازدهار في بلاد اليمن  والذي أطلق عليها الرومان (العربية السعيدة) وبدأت الحضارة في الاندثار بعد تصدع سد مأرب، والذي لم يعد يؤدي غرضه، وفاضت المياه على ما حوله من القرى والمدبن، والمزارع، واضطر السكان إلى الهجرة، إلى البلدان القريبة، والبعيدة، ليبدأ مسلسل عدم الاستقرار، عبر التاريخ، ففي عهد الدولة الحميرية، دخلت اليمن مسرح صراع جديد قوامه صراع الديانات الوافدة، فغدت اليمن موضع تنافس بين دولة الفرس (الساسانيين) ودولة الروم وعلى أثر هذا التنافس بين القوى الخارجية الطامعة، بدأت اليمن تعاني عدم الاستقرار.
فقد عمد الرومان إلى إدخال الدين المسيحي إلى اليمن ليكون لهم نفوذ سياسي واقتصادي، فيها فأصبحت تجارة الرومان تسير بين الخليج العربي والبحر الأحمر مارة باليمن كما انتشرت الديانة اليهودية، على أثر لجوء اليهود الفارين من اضطهاد الرومان سنة 70م، وعندما اشتد نفوذ اليهود في اليمن وأظهروا روح الانتقام من النصارى الرومان العابرين بالبضائع من الهند إلى الحبشة ومصر.
وكان الفرس يساندون اليهود في موقفهم من النصارى، بينما اعتمد النصارى على مساندة الرومان لهم، وتعامل الملك ذو نواس الحميري، والذي كان يعتنق الدين اليهودي بقسوة مع المسيحيين عندما رفضوا التحول من المسيحية إلى اليهودية، فحفر لهم أخدوداً وأشعل النيران فيهم.

## الغزو
ولما بلغ الإمبراطور البيزنطي بما حدث بالمسيحيين في اليمن، حرّض نجاشي الحبشة على غزو اليمن، بهدف إعادة السيطرة على الطرق التجارية، والقضاء على منافسيه الفرس فأقدم الأحباش على غزو اليمن سنة 533م، وسيطروا عليها، وتولى القائد أرياط الحكم بعد أن قضى على الملك ذو نواس الحميري، وظل أرياط يحكم اليمن حتى ثار عليه بعض أتباعه لعدم عدالته في توزيع الغنائم، وتولى الحكم من بعده أبرهة الحبشي عام 535م والذي خرج عن الدولة الإكسومية، في الحبشة وأعلن نفسه ملكاً على اليمن وانفرد بالحكم بها ولقب نفسه بملك سبأ وريدان وحضرموت وعرب النجاد وعرب تهامة.
وعمل أبرهة الحبشي على نشر الديانة المسيحية في الجزيرة العربية، وعمد إلى بناء كعبة في صنعاء تسمى القليس ليحج العرب إليها بدلاً عن مكة، مما أدى إلى استياء العرب فقاموا بتدنيس القليس، مما دفع بأبرهة الحبشي إلى غزو مكة عام 570.

### تدخل الفرس
وبعد انتهاء حكم أبرهة على اليمن خلفه ابنه أكسوم، ثم مسروق والذي في عهده تنامت روح العداوة عند اليمنيين للوجود الحبشي، وتطلع اليمنيون إلى عون الفرس، للتحرر من الاحتلال الحبشي لبلادهم، ففي هذه المرحلة من مراحل التاريخ في اليمن، ظهر الصراع بين جبهتين تستمد كل منهما العون من الخارج، الجبهة الأولى هم المسيحيون والأحباش يستمدون العون من البيزنطيين، والجبهة الثانية، اليمنيون الوثنيون واليهود، ويستمدون العون من الفرس، واشتدت المقاومة من القبائل اليمنية ضد الأحباش، واستنجد القائد سيف بن ذي يزن بالفرس ليساندوه، في إخراج الاحتلال الحبشي، والذي سار إلى كسرى أنوشروان الذي أمدة بجيش من نزلاء السجون بهدف التخلص من النزلاء في حال إخفاقهم، وامتداد نفوذ سلطانه إلى اليمن في حال انتصروا على الأحباش، واستطاع سيف بن ذي يزن بمساندة الفرس على طرد الأحباش، إلا أن اليمن في تلك المرحلة من مراحل التاريخ لم يستقر ولم ينعم بالاستقلال، حيث نصب كسرى سيف بن ذي يزن والياً على اليمن وأمره بدفع الجزية، لتكون اليمن قد خرجت من استعمار حبشي، إلى استعمار فارسي.
وكانت الفترة الممتدة من انهيار الحضارة اليمنية القديمة، حتى ظهور دين الإسلام فترة عدم استقرار، فلم يلتفت اليمنيون إلى إعادة حضارة أسلافهم، وانشغلوا بصراع الأديان والمعتقدات القادمة من الخارج، وساد اليمن حالة من التمزق الاقتصادي والسياسي، والديني والفكري، فكانت صنعاء والحديدة وتعز وعدن وغيرهم تخضع للحكم الفارسي، وتحكم الفرس في مقدرات البلاد، التي يسيطرون عليها، وينهبون ثرواتها، يحكمون الناس بالظلم، والبطش أما المناطق اليمنية التي لم يمتد إليها الحكم الفارسي، كانت تعيش حالة من الصراعات والنزاعات القبلية، 
فقد كان اهتمام الفرس في هذه المناطق هو جني الأموال والسيطرة على الطرق التجارية دون مراعاة تحسين أحوال الناس المعيشية، وترك القبائل في المناطق البعيدة، في حالة صراعات وحروب، حيث انصب اهتمام زعمائها على قيادة الحروب ضد القبائل الأخرى، تلك الحالة التي شهدها اليمن في مرحلة من مراحله التاريخية، جعلت من الإنسان اليمني يعيش حالة من البؤس والفقر، حتى ضاقت البلاد بأهلها، فهاجر من استطاع، إلى البلدان المجاورة والبعيدة، بحثاً عن حياة معيشية مستقرة أفضل.

## ظهور الإسلام
جاء الإسلام واليمن تحت الاحتلال الفارسي وكان يحكمه باذان، وأسلم باذان وأتباعه من الأبناء وهو الاسم الذي أطلقه سيف بن ذي يزن على الفرس الذين ساندوه في إخراج الأحباش من اليمن وأعوانهم وحلفائهم من القبائل، فكان إسلام بأذان هو أول ركيزة للإسلام في جنوب الجزيرة العربية، وتوالت بعد ذلك وفود القبائل إلى الرسول لإعلان إسلامها وبعد وفاة بأذان ولى الرسول صلى الله عليه وسلم اليمن إلى عدد من الولاة، بعد تقسيمها إلى عدة ولايات، لكن لم يستقر الوضع السياسي في اليمن في تلك الفترة فقبل وفاة الرسول محمد ظهرت اضطرابات، فقد تزعم الأسود العنسي حركة ضد الوجود الأجنبي، حيث كان الأسود يرى بأن المسلمين الذين أتوا ليحكموا اليمن ما هم إلا محتلين مثلهم مثل الاحتلال الحبشي، والفارسي، وأقدم العنسي على مهاجمة صنعاء وقتل واليها شهر بن باذان والذي كان يرى فيه رمز للوجود الفارسي في اليمن، وكان يرى بوجوب التخلص من الأبناء الفرس والمسلمين  وامتد نفوذ الأسود العنسي من صنعاء إلى ذمار وصعدة والحديدة، وتزعم الأبناء بمساندة المسلمين قوة قضت على الأسود العنسي وأنهت تمرده.